# Grup de la joaquinita
El grup de la joaquinita és un grup de minerals que pertanyen a la classe dels silicats. Està format per vuit espècies minerals: barioortojoaquinita, bielorussita-(Ce), dutkevichita-(Ce), joaquinita-(Ce), ortojoaquinita-(Ce), ortojoaquinita-(La), estroncioortojoaquinita i estronciojoaquinita. De totes aquestes espècies només l'ortojoaquinita-(Ce) i l'estronciojoaquinita cristal·litzen en el sistema monoclínic; la resta de minerals ho fan en el sistema ortoròmbic.
| Espècie                 | Fórmula                                 |
| ----------------------- | --------------------------------------- |
| Barioortojoaquinita     | Ba₄Fe2+ 2Ti₂O₂(SiO₃)₈·H₂O               |
| Bielorussita-(Ce)       | NaBa₂Ce₂MnTi₂[Si₄O₁₂]₂O₂(F,OH)·H₂O      |
| Dutkevichita-(Ce)       | NaZnBa₂Ce₂Ti₂Si₈O26F·H₂O                |
| Joaquinita-(Ce)         | NaBa₂Fe2+Ti₂Ce₂(Si₄O₁₂)₂O₂(OH)·H₂O      |
| Ortojoaquinita-(Ce)     | NaBa₂Ce₂FeTi₂[Si₄O₁₂]₂O₂(O,OH)·H₂O      |
| Ortojoaquinita-(La)     | NaBa₂La₂Fe2+Ti₂[Si₄O₁₂]₂O₂(O,OH)·H₂O    |
| Estroncioortojoaquinita | (Na,Fe)₂Sr₂Ba₂Ti₂[Si₄O₁₂]₂O₂(O,OH)₂·H₂O |
| Estronciojoaquinita     | Sr₂Ba₂(Na,Fe)₂Ti₂[Si₄O₁₂]₂O₂(O,OH)₂·H₂O |

Segons la classificació de Nickel-Strunz els minerals d'aquest grup pertanyen a "09.CE - Ciclosilicats amb enllaços senzills de 4 [Si₄O₁₂]8- (vierer-Einfachringe), sense anions complexos aïllats» juntament amb els següents minerals: papagoïta, verplanckita, baotita, nagashimalita, taramel·lita, titantaramel·lita, labuntsovita-Mn, nenadkevichita, lemmleinita-K, korobitsynita, kuzmenkoïta-Mn, vuoriyarvita-K, tsepinita-Na, karupmøllerita-Ca, labuntsovita-Mg, labuntsovita-Fe, lemmleinita-Ba, gjerdingenita-Fe, neskevaaraïta-Fe, tsepinita-K, paratsepinita-Ba, tsepinita-Ca, alsakharovita-Zn, gjerdingenita-Mn, lepkhenelmita-Zn, tsepinita-Sr, paratsepinita-Na, paralabuntsovita-Mg, gjerdingenita-Ca, gjerdingenita-Na, gutkovaïta-Mn, kuzmenkoïta-Zn, organovaïta-Mn, organovaïta-Zn, parakuzmenkoïta-Fe, burovaïta-Ca, komarovita i natrokomarovita.